# ماهی چانه‌دراز
ماهی چانه‌دراز (نام علمی: Parascorpis typus) نام یک گونه از تیره چرم‌باله‌ماهیان است.